# عنقود الأسد المجري

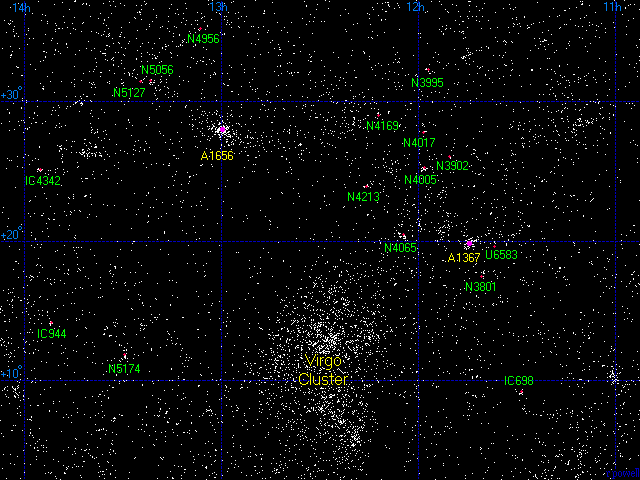
عنقود الأسد المجري في كوكبة الأسد أعضاء العنقود حول أبل 1367 (A1367). (أنقر لتكبير الصورة).

عنقود الأسد  أو مجموهة مجرات الأسد في الفلك (بالإنجليزية: Leo Cluster)
هو عبارة عن عنقود مجري يقع في كوكبة الأسد ويبعد عنا 330 مليون سنة ضوئية تقريباً. وهو واحد من أكبر عنقودين مجريين في عنقود الهلبة المجري العظيم الذي يحتوي على عدة عناقيد مجرية من ضمنها عنقود الأسد. أما عنقود الأسد فهو يحتوي على مجموعتين مجريتين أساسيتين وهما:
- مجموعة مجرات مسييه 96،
- ثلاثية الأسد.

ولكنه يحتوي على مجرات عديدة غيرهما. يبلغ عدد المجرات في ثلاثية الأسد 3 وفي مجموعة مجرات مسييه 96 يتراوح ما بين 8 و24. بينما يحتوي هذا العنقود المجري على ما يقارب الـ100 مجرة.

## بعض أعضاء مجموعة الأسد

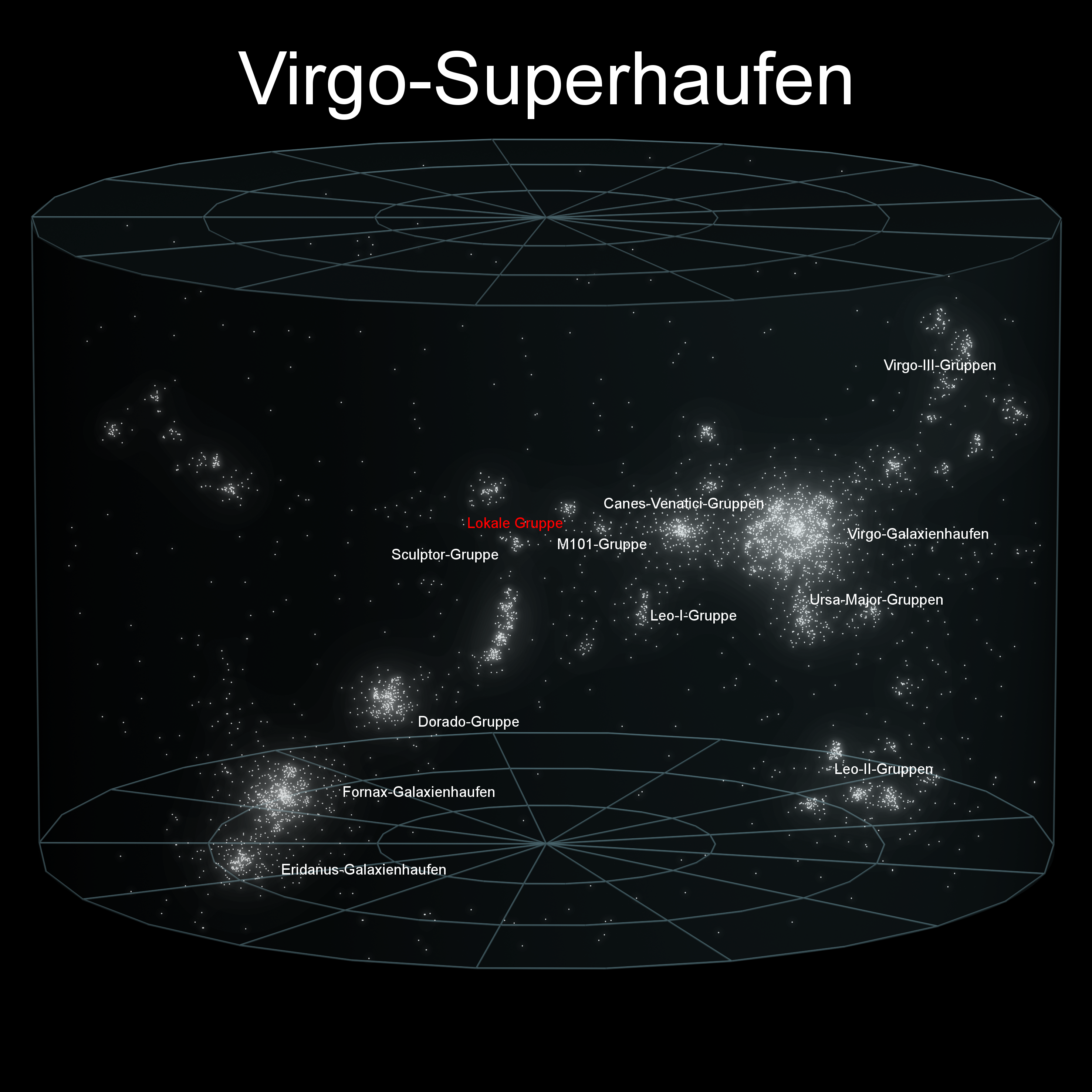
موقع عنقود الأسد المجري (إلى اليمين و أسفل اليمين) بالنسبة إلى المجموعة المحلية Local group. إلى أسفل اليسار يـُرى مجموعة مجرات الكور Fornaux group.

| اسم المجرة                       | مطلع مستقيم    | الميل          |
| -------------------------------- | -------------- | -------------- |
| NGC 3842                         | 11 44 02.172   | +19° 56 59.35  |
| NGC 3883                         | 11 46 47.194   | +20° 40 31.30  |
| NGC 3884                         | 11 46 12.187   | +20 23 29.80   |
| NGC 3861A and B                  | 11 45 03.875   | +19 58 24.98   |
| NGC 3837                         | 11 43 56.426   | +19 53 40.35   |
| UGC 6697                         | 11 43 49.120   | +19 58 06.35   |
| قائمة أجرام إن جي سي (3001–4000) | 11 45 05.00903 | +19 36 22.7414 |
| NGC 3864                         | 11 45 15.718   | +19 23 31.68   |

في الصورة NGC 3842 وNGC 3861.

## اقرأ أيضا
- عنقود الأسد المجري الهائل
- أبل 370
- أبل 520
- أبل 2280
- عنقود معمل النحات المجري
- عنقود قنطورس المجري